# Vibegrón
El vibegrón, vendido bajo el nombre de marca Gemtesa, es una medicación para el tratamiento de la vejiga hiperactiva. Es un agonista del receptor beta 3 adrenérgico.
Los efectos secundarios más comunes incluyen dolor de cabeza, infección de tramo urinario, frío común, diarrea, náusea, e infección de vía respiratoria superior.
Fue aprobado para uso médico en los Estados Unidos en diciembre de 2020.

## Usos médicos
El vibegrón está indicado para el tratamiento de vejiga hiperactiva con síntomas de incontinencia urinaria, urgencia, y micción frecuente en adultos.

## Historia y descubrimiento
El receptor adrenérgico beta 3 fue descubierto a finales de los 1980s e inicialmente estos agonistas fueron investigados como tratamiento para la obesidad y diabetes. Un número de compuestos fueron probado en ensayos clínicos pero no mostraron beneficios suficientes en estas áreas.
Desde los 2000s se encontró evidencia de que hay receptores adrenérgicos beta 3 en el músculo detrusor de la vejiga. El músculo detrusor se contrae durante la micción y se mantiene rejadado para permitir a la vejiga almacenar orina. 
El mirabegrón fue el primer agonista selectivo aprobado por la FDA que es actualmente usado para tratar la vejiga hiperactiva.
El vibegrón es un agonista selectivo del receptor beta 3 adrenérgico que fue desarrollado en Japón por Kyorin Pharmaceutical Co.,Ltd y Urovant Ciencias para tratar la vejiga hiperactiva y el dolor causado por el síndrome del intestino irritable. Fue globalmente aprobado el 21 de septiembre de 2018 en Japón para la vejiga hiperactiva.
Se comprobó la eficacia del vibegrón en 5 ensayos clínicos clave.
Un ensayo global de fase IIb terminado en 2013 de 1395 pacientes, de los cuales 89.7% eran mujeres y 63.3% no habían sido tratados previamente, demostró una disminución significativa en las micciones diarias y episodios de incontinencia urinaria urgente después de la administración de vibegrón.
Una ensayo internacional de fase III con 506 participantes terminó en 2019 encontrando estadísticamente eficacia significativa del vibegrón después de dos semanas de administración diaria. Las tasas de efectos adversos en pacientes tratados con vibegrón fueron comparables a aquellas en los pacientes que recibieron un placebo.
Gemtesa, un fármaco que contiene vibegrón como un ingrediente activo fue aprobada por la FDA el 23 de diciembre de 2020 después de ensayo internacional adicional de fase III con 1085 pacientes.

## Sociedad y cultura

### Estado legal
El vibegrón fue aprobado para uso médico en los Estados Unidos en diciembre de 2020.

### Nombres
Vibegrón es la denominación común internacional (DCI).

## Mecanismo de acción
El vibegrón es un agonista selectivo para los receptores adrenérgicos beta 3 (β3-AR). Los receptores están localizados en los riñones, tracto urinario y vejiga. Al unirse, el receptor β3 sufre un cambio conformacional. Esto induce la activación de adenilil ciclasas vía proteínas G y así promueve la formación de adenosín monofosfato cíclico (AMPc). La consecuencia de este cascada es una concentración de AMPc intracelular aumentada que gatilla la activación de la proteína cinasa A dependiente de AMPc y causa una reducción de la concentración de Ca2+ en el citoplasma. La cinasa entonces fosforila las cadenas de miosina e inhibe la contracción del músculo.
El efecto final del vibegrón es la relajación del músculo en la vejiga. Debido a esta relajación del músculo, la capacidad de la vejiga aumenta y los síntomas de la vejiga hiperactiva son aliviados.

## Metabolismo
Las dos principales vías metabólicas son la oxidación y la glucuronidación del vibegrón. Dos metabolitos oxidativos y tres metabolitos glucurónidos pueden ser formados. La estructura exacta de tales metabolitos aún no ha sido estudiada. In vitro, CYP3A4 es la enzima responsable del metabolismo de vibegrón, facilitando el metabolismo oxidativo. Finalmente, aun una parte grande del fármaco no modificado es excretado a través de heces y orina.

## Indicaciones
El vibegrón, vendido bajo el nombre Gemtesa, está indicado para pacientes con vejiga hiperactiva. La incontinencia urinaria, urgencia y la frecuencia urinaria en adultos son los síntomas más comunes para esta condición.
El fármaco está contraindicado en pacientes con hipersensibilidad conocida al vibegrón mismo o a los ingredientes del fármaco. Los componentes inactivos del fármaco que pueden provocar reacciones alérgicas son croscaramelosa de sodio, hidroxipropilcelulosa, estearato de magnesio, manitol y celulosa microcristalina. El recubrimiento delgado del fármaco de color verde contiene FD&C Azul Núm.2.
El tratamiento con Gemtesa debe ser interrumpido cuándo el paciente desarrolla retención urinaria. La indicación es más cautelosa cuando se están empleando otros antagonistas muscarínicos que no son selectivos. Adicionalmente, la discontinuidad del tratamiento es aconsejada cuando las concentraciones de digoxina son muy altas.

## Eficacia y efectos adversos

### Eficacia
El vibegrón fue evaluado en pacientes con vejiga hiperactiva en varios estudios clínicos. Un estudio grande y activamente controlado, llamado Empower, mostró los efectos beneficiosos del fármaco para tratar la condición y la incontinencia urinaria. Los resultados primarios de pruebas clínicas diferentes mostraron que había un aumento global en eficacia. Estos resultados concluyeron que había una reducción en urgencia para orinar, una disminución en micciones y una disminución en volumen mediano vaciado por micción. Hay también una mejora observada de los síntomas cuándo el vibegrón es administrado en un periodo más largo (52 semanas) concluyendo que es eficaz y seguro para uso a largo plazo. En pacientes graves, aumentar la dosis estuvo acompañado por los efectos beneficiosos similares cuando al principio había una falta de estos. La calidad de vida de las pacientes mejoró, incluyendo una reducción de la nicturia.

### Efectos adversos
Los efectos adversos más frecuentes del vibegrón son boca seca, estreñimiento, dolor de cabeza, nasofaringitis, diarrea, náusea, bronquitis, infección de urinaria e infección respiratoria alta. Se indica que si hay desarrollo de retención urinaria, el paciente debe dejar de usar el fármaco. El asesoramiento de riesgo del fármaco en las mujeres embarazadas todavía debe ser evaluado.

### Interacciones
El vibegrón es muy selectivo en contraste a otros fármacos para la vejiga hiperactiva y conduce a un menor grado de efectos adversos no deseados. El vibegrón es un sustrato para CYP3A4 in vivo, pero de hecho no induce ni inhibe ninguna de las enzimas del citocromo P450 y así es menos frecuente que provoque interacciones medicamentosas. Aquí el vibegrón difiere del anterior fármaco para la vejiga hiperactiva mirabegrón, del cual se conoce que está asociado a múltiples interacciones medicamentosas por inhibir CYP2D6 o inducir CYP3A4, CYP2D6 y CYP2C9 en el hígado.
Utilizar el vibegrón solo, como monoterapia, tiene efectos positivos en la vejiga hiperactiva como en la incontinencia urinaria, pero una combinación con otras drogas puede tener efectos adicionales. En un estudio con fármacos antimuscarínicos, más interacciones medicamentosas fueron investigadas usando un modelo de monos Rhesus. Combinaciones de dosis de vibegrón y tolterodina mostraron una capacidad mayor de la vejiga, los efectos de ambas drogas a dosis bajas fortalecieron el efecto de la otra, efecto conocido como sinergismo. La adición de darifenacina al vibegrón provocó mayor relajación solo empleada a altas dosis. Además, la coadministración con imidafenacina muestra un incremento en la capacidad de la vejiga y volumen vaciado en comparación con monoterapia. Posiblemente, un tratamiento ampliamente adaptado será la combinación de un agonista de receptor beta 3 adrenérgico con un antagonista no selectivo M2/M3 como la opción más prevalente.
Los estudios clínicos muestran interacciones medicamentosas significativas, aparte de un aumento de concentración del suero de digoxina cuando se toma con vibegrón. Las concentraciones máximas y la exposición sistémica de digoxina son incrementadas como resultado de esta interacción medicamentosa. Aparte, el vibegrón tiene seguridad en el sentido de que no atraviesa la barrera hematoencefálica y así no produce alteraciones cognitivas. Además, el vibegrón puede ser tomado con o sin alimentos, esto no tendrá efectos sobre las concentraciones plasmáticas del fármaco.

## Toxicidad

### Efectos en animales
Las ratas embarazadas que recibieron dosis orales muy altas de vibegrón durante el periodo de organogénesis no mostraron toxicidad del desarrollo embriofetal incluso hasta 300 mg/kg/día. Información similar se encontró en conejas. La toxicidad materna fue observada cuando las dosis sobrepasaron 100 mg/kg/día en ratas dando de lactar. Los estudios clínicos muestran que el vibegróni no es tóxico, es seguro y bien tolerado en los pacientes.